# Hedwig Bilgram
Hedwig Bilgram (* 31. März 1933 in Memmingen) ist eine deutsche Organistin und Cembalistin. Sie war an der Hochschule für Musik und Theater München Professorin für Orgel und Cembalo.

## Leben
Hedwig Bilgram erhielt früh Musikunterricht von Thilde Kraushaar. Sie besuchte in Memmingen die sechsklassige Oberschule für Mädchen (heute Vöhlin-Gymnasium), ihr Abitur legte sie am Bernhard-Strigel-Gymnasium ab. Danach studierte sie an der Hochschule für Musik und Theater München Klavier und Orgel, unter anderem bei Karl Richter. Im Fach Orgel erhielt sie 1956 den ersten Preis beim Wettbewerb der deutschen Hochschulen, 1959 folgte der erste Preis für Orgel beim Internationalen Musikwettbewerb der ARD.
Hedwig Bilgram spielte bei vielen Konzerten mit namhaften Dirigenten, wie Leonard Bernstein, Herbert von Karajan, Diethard Hellmann oder Rudolf Kempe. 1971 übernahm sie die Uraufführung von Harald Genzmers Konzert für Orgel und Orchester.
Bei vielen Aufführungen und Schallplatteneinspielungen ihres einstigen Lehrers Karl Richter spielte sie die Orgel sowie das Cembalo. Hedwig Bilgrams Continuo-Stil knüpfte unmittelbar an Richters Verständnis an, der den Basso continuo als Grundlage der barocken Komposition betrachtete. Diese Praxis entspricht nach neuestem Forschungsstand den tatsächlichen historischen Gegebenheiten stärker als ein lediglich akkordisch ausgesetzter und kaum vernehmbarer Klangschleier der Generalbassinstrumente.
Von 1961 bis 1998 unterrichtete sie an der Hochschule für Musik und Theater in München im Fach Orgel, ab 1964 auch Cembalo als ordentliche Professorin. Hedwig Bilgram nahm zahlreiche Schallplatten- und CD-Einspielungen vor. Inzwischen wandte sich die Künstlerin vermehrt dem Hammerflügel zu und nahm eine CD auf, die beim Label Cavalli Records erschienen ist. Besonders bekannt sind ihre Konzertreihen mit dem Trompeter Maurice André.

## Schüler (Auswahl)
- Rolf Basten
- Susanne Doll, Titularorganistin an St. Leonhard und St. Paulus zu Basel
- Michael Eberth, Cembalist und Musikpädagoge
- Volkher Häusler, Dirigent und Kirchenmusiker
- Michael Lochner, Landeskirchenmusikdirektor
- Lionel Party, Cembalist und Musikpädagoge
- Miklós Spányi, Tasteninstrumentler
- Josef Still, Organist